# Volkan Göğtepe
Volkan Göğtepe (Artvin, 22 de março de 1987) é uma jogador de vôlei de praia turco.

## Carreira
Em 2018, ao lado de Murat Giginoğlu representou seu país na conquista da medalha de ouro nos Jogos do Mediterrâneo de 2018 em Tarragona.